# مود دو بلروش
مود دو بلروش (فرانسوی: Maud de Belleroche‎؛ ۲۶ اوت ۱۹۲۲ – ۱۹ فوریهٔ ۲۰۱۷) رمان‌نویس اهل فرانسه بود.
از فیلم‌هایی که وی در آن‌ها نقش داشته است، می‌توان به اغواگران اشاره نمود.